# Sân bay Varanasi
Sân bay Varanasi hay Sân bay Babatpur (IATA: VNS, ICAO: VIBN) là một sân bay ở cách Varanasi 18 km về phía tây bắc, bang Uttar Pradesh, Ấn Độ. Sân bay Varanasi chính thức được đổi tên là Sân bay Lal Bahadur Shastri tháng 10 năm 2005.

## Các hãng hàng không và các tuyến điểm

### Nội địa
- Indian Airlines (Agra, Delhi, Khajuraho, Mumbai)
- Jet Airways (Delhi, Khajuraho)
- Kingfisher Airlines (Delhi, Kolkata, Khajuraho)
- SpiceJet (Mumbai, Delhi)

### Quốc tế
- Air India (Jeddah, Kathmandu)
- Thai Airways International (Bangkok-Suvarnabhumi)
- Cosmic Air (Kathmandu)